# Le armi valorose
Le armi valorose è un'enciclica di papa Gregorio XVI, pubblicata il 12 luglio 1831, con la quale il Pontefice, dopo che le forze militari austriache si ritirano dalle quattro Legazioni dello Stato Pontificio, elogia il loro corretto comportamento ed invita i suoi sudditi a dimenticare il passato e a ricostituire una sola famiglia.